# 농업농민정책연구소 녀름
농업농민정책연구소 녀름은 한국의 농업·농민·농촌사회의 제반문제를 조사 연구하고, 농업의 발전과 농민의 사회경제적 지위향상 기여 등을 목적으로 2010년 4월 23일 설립된 대한민국 농림축산식품부 소관의 사단법인이다. 사무실은 서울특별시 영등포구 영등포동 2가 94-134번지에 있다.